# 하주초등학교
하주초등학교는 대한민국 경상북도 경산시에 있는 공립 초등학교이다.

## 학교 연혁
- 1974. 07. 01 하양북부국민학교로 설립인가
- 1975. 04. 10 하주국민학교로 교명 변경
- 1981. 03. 01 하주초등학교병설유치원 개원(1학급)
- 1987. 03. 01 특수학급 설치(1학급)
- 1996. 03. 01 하주초등학교로 교명 변경
- 2013. 09. 01 제19대 김태명 교장 취임
- 2014. 02. 14 제36회 졸업식, 졸업생 11명(총 2,148명)
- 2014. 03. 01 7학급(특수학급 1학급 포함)편성, 유치원 1학급